# Îles de Lérins
Die Îles de Lérins sind eine kleine Inselgruppe, gelegen wenige Hundert Meter vor der südfranzösischen Küste bei Cannes und bestehend aus vier Inseln: Sainte-Marguerite, Saint-Honorat, Saint-Ferréol und die Île Saint de la Tradeliere, wobei die letzten beiden sehr klein sind. Saint-Ferréol ist östlicher Satellit von Saint Honorat, und Saint de la Tradeliere grenzt östlich an Sainte-Marguerite. Die Île Saint de la Tradeliere war früher etwas größer als Saint-Ferréol; heute ist es umgekehrt. Ihre Gesamtfläche umfasst 2,5 Quadratkilometer. Der Name der Inselgruppe lässt sich auf lateinisch Lerinum zurückführen.

## Geschichte und Mythos
Die größte Insel Sainte-Marguerite ist unter anderem für das Gefängnis für ihren hochadligen Gefangenen, Mann mit der eisernen Maske berühmt, welcher von Alexandre Dumas dem Älteren in seinem Roman „Le Vicomte de Bragelonne“ oder „zehn Jahre später“ (fr. Dix ans après) beschrieben wurde. Das Gefängnis soll sich auf der Insel befunden haben, nachdem angeblich D’Artagnan den gefangenen königlichen Zwillingsbruder auf Lettre de cachet hierher gebracht habe.
Die zweitgrößte Insel Saint-Honorat beherbergt auf dem Land ein heute noch bewohntes Kloster, die Abtei Lérins, die um die Jahre 400 bis 410 vom Heiligen Honoratus von Arles gegründet wurde. In diesem Kloster wurde im fünften und sechsten Jahrhundert eine große Zahl von Bischöfen ausgebildet, darunter soll Patrick von Irland gewesen sein.
Während der Französischen Revolution wurden die Îles de Lérins umbenannt in „Îles Marat et Lepeletier“, den beiden in dieser Zeit ermordeten Politikern zum Andenken.

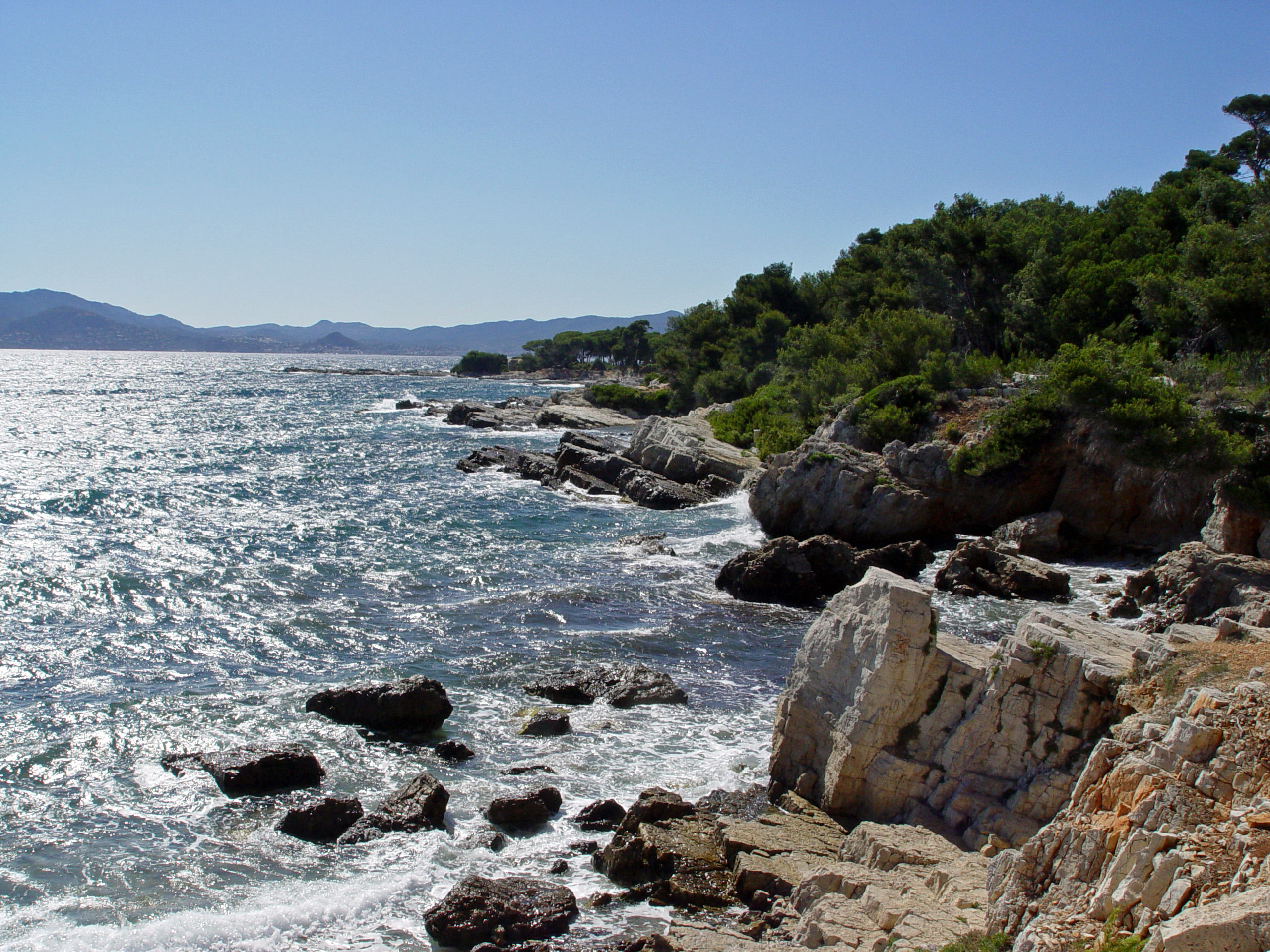
Bucht im Südwesten der Insel Sainte-Marguerite
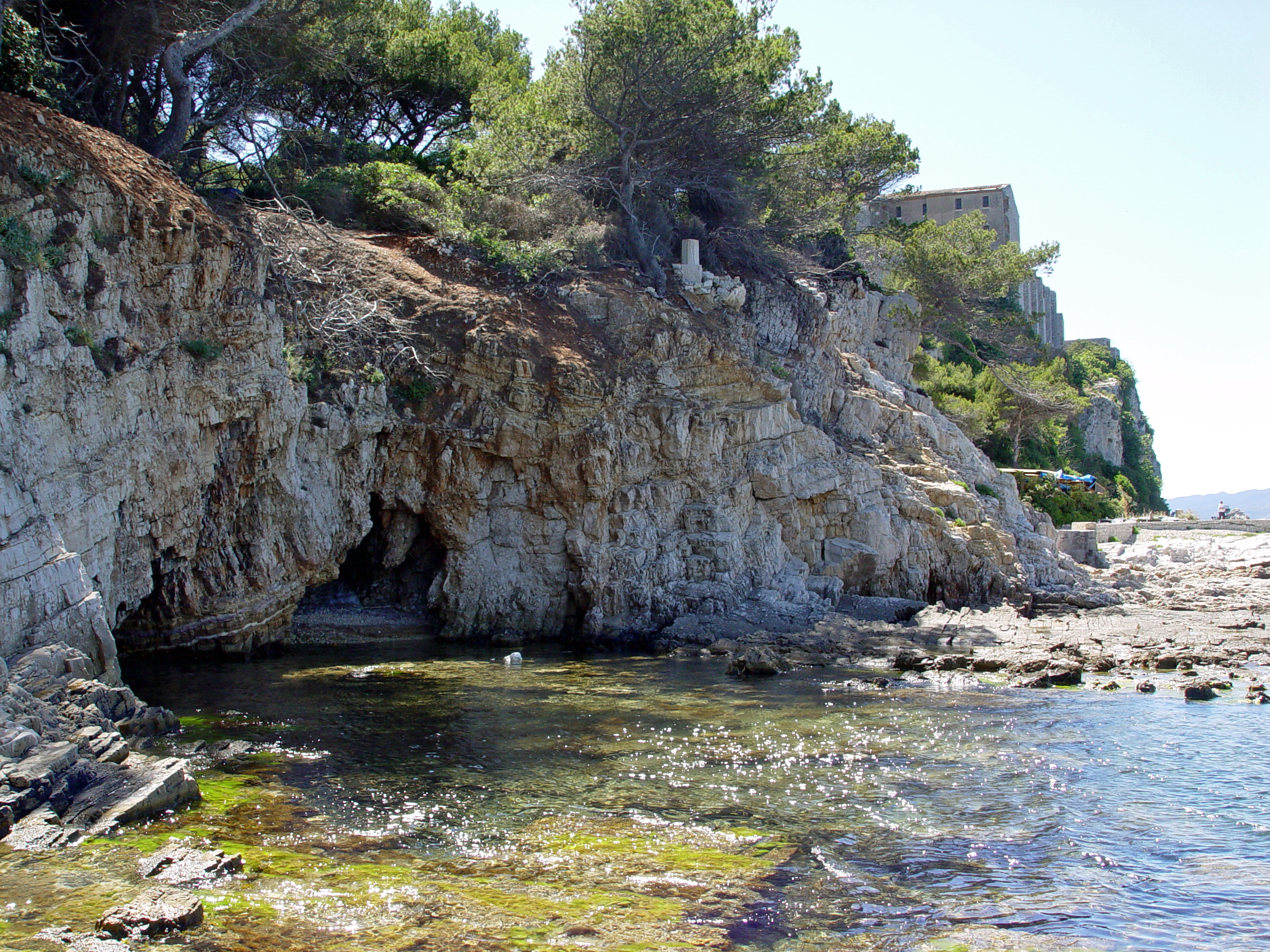
Ausblick auf Fort Royal von unten
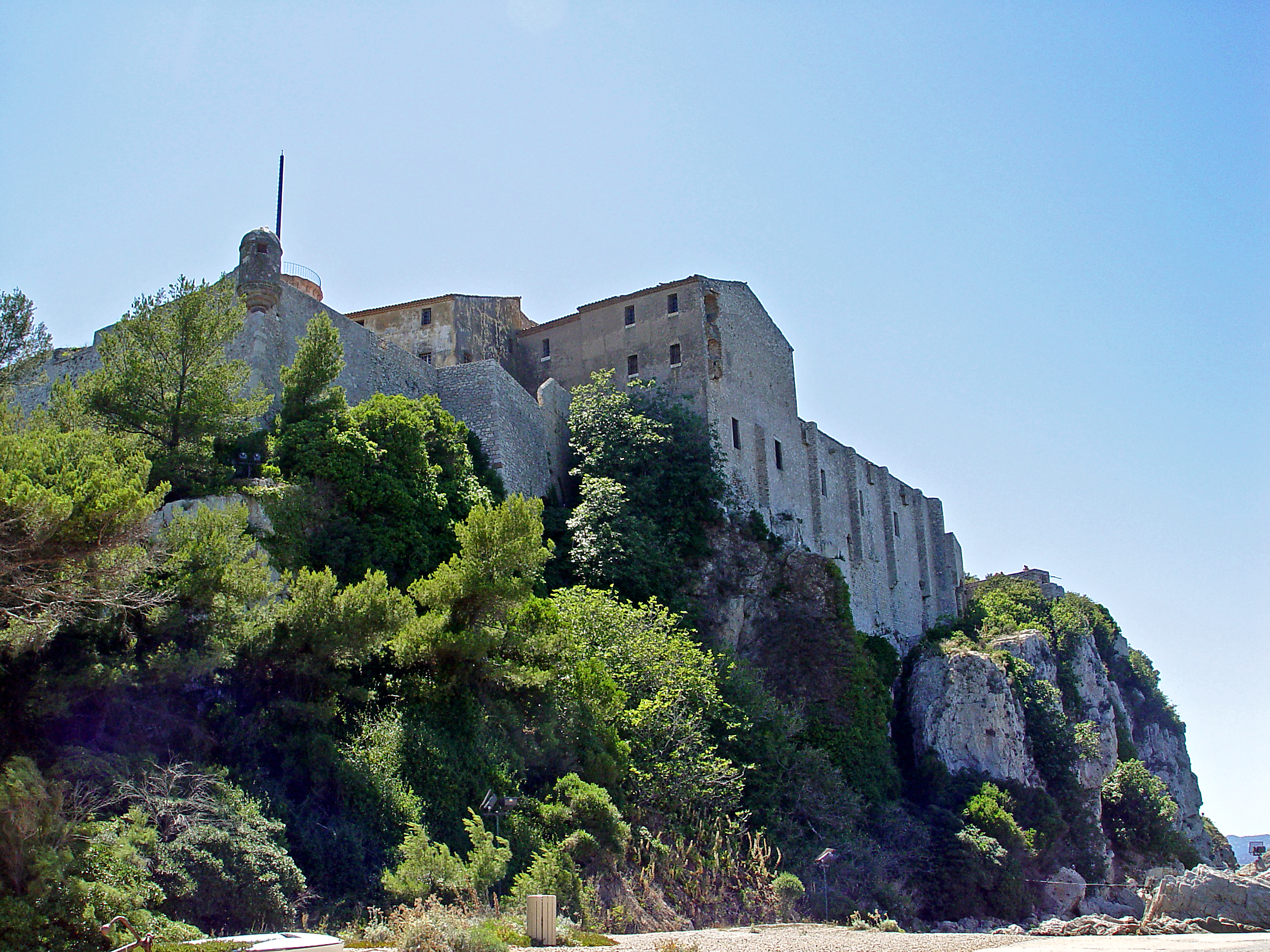
Fort Royal auf Sainte-Marguerite
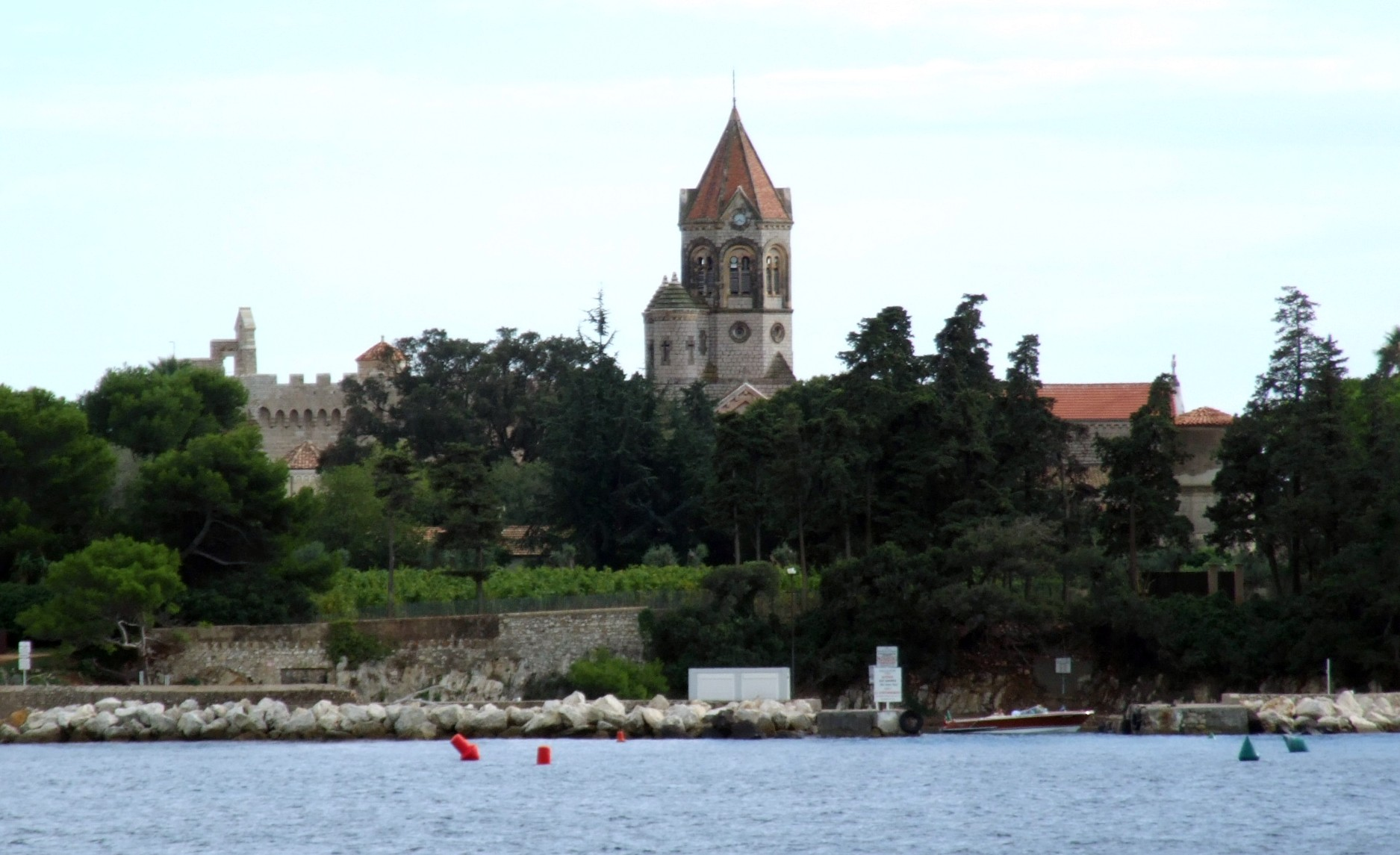
Kloster St-Honorat